# آنجلو منون
آنجلو منون (ایتالیایی: Angelo Menon; ۲۹ اکتبر ۱۹۱۹ – ۱۲ دسامبر ۲۰۱۳) دوچرخه‌سوار اهل ایتالیا بود. وی در مسابقات جیرو دیتالیا شرکت کرده است.